# مشروع الألفية (مجمع تفكير)
مشروع الألفية (بالإنجليزية: The Millennium Project)‏ هو مجمع تفكير ينشر تقرير حالة المستقبل. وفي عام 2001 ارتبط بالمجلس الأمريكي لجامعة الأمم المتحدة. بحلول عام 2007 أصبح جزءًا من الاتحاد العالمي لرابطات الأمم المتحدة [الإنجليزية]، وبحلول عام 2014 أصبح مستقلاً.